# 彩亭桥镇
彩亭桥镇，是中华人民共和国河北省唐山市玉田县下辖的一个乡镇级行政单位。

## 行政区划
彩亭桥镇下辖以下地区：
彩河东村、彩河西村、良庄子村、东王庄子村、老公庄村、黄土桥村、甄陈府村、孟张村、桥店村、四元村、五里屯村和张杨桥村。